# Fajum (miasto)
Fajum (także m.in. Medinat Al-Fajum, Medinet El-Fajoum, Medinet el-Fajum, Medinet el-Fajjum, Madinat al-Fajjum, Al-Fajjum, Fajjum) – miasto w północnym Egipcie, leżące na Pustyni Libijskiej, 85 km na południowy zachód od Kairu.
Stolica oazy Fajum i gubernatorstwa (muhafazy) Fajum. Liczba mieszkańców: ok. 316 tys. (2006).
W północnej części miasta pozostałości starożytnego miasta egipskiego Szedet.
Rozgrywają się w nim początkowe wydarzenia opisane w powieści Henryka Sienkiewicza W pustyni i w puszczy.